# Involucru

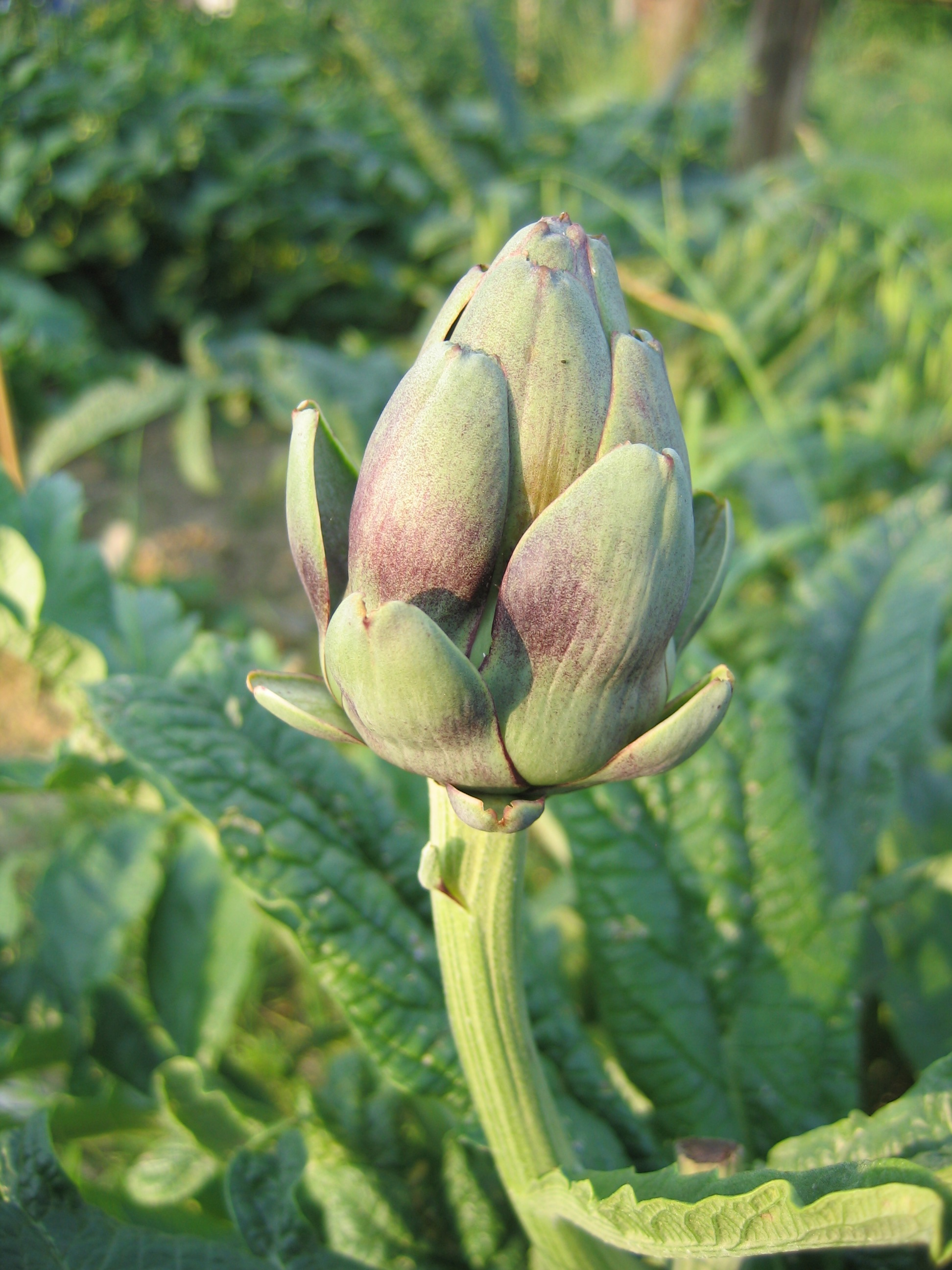
Involucrul la Anghinare

În botanică involucrul reprezintă totalitatea frunzișoarelor care se găsesc în partea inferioară a unei flori sau a unei inflorescențe. Este prezent la plantele din familia Apiaceae și Asteraceae.